# Bułgarska Liga Koszykówki
Bułgarska Liga Koszykówki – najwyższa klasa rozgrywek koszykarskich w Bułgarii, nazywana także Dywizją A, utworzona w 2008 roku. Obecnie Dywizja A jest drugą klasą rozgrywkową w Bułgarii. Przed oficjalnym powstaniem ligi rozgrywki najwyższego poziomu rozgrywano od 1942 roku.

## Aktualne kluby
Sezon 2015/16
| Klub                   | Sezon 2014/15 | Hala                | Poj. hali |
| ---------------------- | ------------- | ------------------- | --------- |
| Academic Plovdiv       | Beniaminek    | Stroitel Hall       | 1000      |
| Balkan Botevgrad       | 2             | Arena Botevgrad     | 4000      |
| Beroe                  | 6             | Municipal Hall      | 1000      |
| Cherno More Port Varna | 4             | Hristo Borisov      | 1000      |
| Chernomorets           | 8             | Boycho Branzov      | 1000      |
| Levski Sofia           | 5             | Universiada Hall    | 4000      |
| Lukoil Academic        | 1             | Sports complex Hall | 1000      |
| Rilski Sportist        | 3             | Arena Samokov       | 2500      |
| Spartak Pleven         | 9             | Balkanstroy         | 1200      |
| Yambol                 | 7             | Diana               | 3000      |

## Mistrzowie Bułgarii
- 1942  Levski Sofia
- 1943  Lokomotiv Sofia
- 1945  Levski-Spartak
- 1946  Levski-Spartak
- 1947  Levski-Spartak
- 1947-48  Lokomotiv Sofia
- 1948-49  CSKA Sofia
- 1949-50  CSKA Sofia
- 1950-51  CSKA Sofia
- 1951-52  Slavia Sofia
- 1952-53  Slavia Sofia
- 1953-54  Levski-Spartak
- 1954-55  Lokomotiv Sofia
- 1955-56  Levski-Spartak
- 1956-57  Academic
- 1957-58  Academic
- 1958-59  Academic
- 1959-60  Levski-Spartak
- 1960-61  Lokomotiv Sofia
- 1961-62  Levski-Spartak
- 1962-63  Academic
- 1963-64  Lokomotiv Sofia
- 1964-65  CSKA Sofia
- 1965-66  Lokomotiv Sofia
- 1966-67  CSKA Sofia
- 1967-68  Academic
- 1968-69  Academic
- 1969-70  Academic
- 1970-71  Academic
- 1971-72  Academic
- 1972-73  Academic
- 1973-74  Balkan Botevgrad
- 1974-75  Academic
- 1975-76  Academic
- 1976-77  CSKA Sofia
- 1977-78  Levski-Spartak
- 1978-79  Levski-Spartak
- 1979-80  CSKA Sofia
- 1980-81  Levski-Spartak
- 1981-82  Levski-Spartak
- 1982-83  CSKA Sofia
- 1983-84  CSKA Sofia
- 1984-85  Akademik Varna
- 1985-86  Levski-Spartak
- 1986-87  Balkan Botevgrad
- 1987-88  Balkan Botevgrad
- 1988-89  Balkan Botevgrad
- 1989-90  CSKA Sofia
- 1990-91  CSKA Sofia
- 1991-92  CSKA Sofia
- 1992-93  Levski Sofia
- 1993-94  Levski Sofia
- 1994-95  Spartak Pleven
- 1995-96  Spartak Pleven
- 1996-97  Slavia Sofia
- 1997-98  Cherno More Varna
- 1998-99  Cherno More Varna
- 1999-00  Levski Sofia
- 2000-01  Levski Sofia
- 2001-02  Yambol
- 2002-03  Academic
- 2003-04  Academic
- 2004-05  Academic
- 2005-06  Academic
- 2006-07  Academic
- 2007-08  Academic
- 2008-09  Academic
- 2009-10  Academic
- 2010-11  Academic
- 2011-12  Academic
- 2012-13  Academic
- 2013-14  Levski Sofia
- 2014-15  Academic
- 2015-16  Academic
- 2016-17  Academic
- 2017-18  Levski Sofia
- 2018-19  Balkan Botevgrad

## Tytuły według klubu
Academic: 26
- 1957, 1958, 1959, 1963, 1968, 1969, 1970, 1971, 1972, 1973, 1975, 1976, 2003, 2004, 2005, 2006, 2007, 2008, 2009, 2010, 2011, 2012, 2013, 2015, 2016, 2017

 Levski Sofia: 19
- 1942, 1945, 1946, 1947, 1954, 1956, 1960, 1962, 1978, 1979, 1981, 1982, 1986, 1993, 1994, 2000, 2001, 2014, 2018

 CSKA Sofia: 12
- 1949, 1950, 1951, 1965, 1967, 1977, 1980, 1983, 1984, 1990, 1991, 1992

 Lokomotiv Sofia: 6
- 1943, 1948, 1955, 1961, 1964, 1966

 Balkan Botevgrad: 5
- 1974, 1987, 1988, 1989, 2019

 Slavia Sofia: 3
- 1952, 1953, 1997

 Cherno More Port Varna: 3
- 1985, 1998, 1999

 Spartak Pleven: 2
- 1995, 1996

 Yambol: 1
- 2002

## Finaliści
(od 2001 roku)
| Sezon   | Mistrz          | Wynik | Wicemistrz      |
| ------- | --------------- | ----- | --------------- |
| 2000–01 | Levski          | 3–0   | Yambol          |
| 2001–02 | Yambol          | 3–0   | Lukoil Academic |
| 2002–03 | Lukoil Academic | 3–0   | Levski          |
| 2003–04 | Lukoil Academic | 3–0   | CSKA            |
| 2004–05 | Lukoil Academic | 3–0   | CSKA            |
| 2005–06 | Lukoil Academic | 3–0   | Cherno More     |
| 2006–07 | Lukoil Academic | 3–0   | CSKA            |
| 2007–08 | Lukoil Academic | 3–0   | Balkan          |
| 2008–09 | Lukoil Academic | 3–1   | Cherno More     |
| 2009–10 | Lukoil Academic | 3–1   | Levski          |
| 2010–11 | Lukoil Academic | 3–0   | Levski          |
| 2011–12 | Lukoil Academic | 3–0   | Levski          |
| 2012–13 | Lukoil Academic | 3–2   | Levski          |
| 2013–14 | Levski          | 3–2   | Lukoil Academic |
| 2014–15 | Lukoil Academic | 3–2   | Balkan          |
| 2015–16 | Lukoil Academic | 3–0   | Balkan          |
| 2016–17 | Lukoil Academic | 3–1   | Beroe           |
| 2017–18 | Levski          | 3–1   | Balkan          |
| 2018–19 | Balkan          | 3–1   | Levski          |